# Santillana (distrito)
Santillana ou, na sua forma portuguesa, Santilhana é um distrito do Peru, departamento de Ayacucho, localizada na província de Huanta.

## Transporte
O distrito de Santillana é servido pela seguinte rodovia:
- AY-100, que liga a cidade de Canayre ao distrito de Luricocha[2][3][4]